# Mortal Kombat (saga de videojocs)
Mortal Kombat (comunament abreujat MK) és una sèrie de videojocs de baralles 1 contra 1 desenvolupat per l'estudi de Midway Games de Chicago. En 2011, després de la fallida de Midway, l'equip de desenvolupament de Mortal Kombat va ser adquirit per Warner Brothers, i es va convertir en NetherRealm Studios, el joc va convertir-se en una propietat de Warner Bros. Interactive Entertainment. En el seu moment va atreure molta atenció pels seus gràfics digitalitzats, cada lluitador, de fet, era un actor humà recapturant els seus moviments i incorporat en el joc (aquest estil gràfic va acabar al Mortal Kombat 4). Mortal Kombat va inaugurar el grup de videojocs amb elements del cinema gore (sang contínua a la pantalla) i violència generalitzada.
El desenvolupament del primer videojoc va ser originalment basat en la idea d'Ed Boon i John Tobias de fer un videojoc protagonitzat per Jean-Claude Van Damme, però aquesta idea no es va concretar i en comptes d'això es va crear el videojoc de lluita amb estil de ciència fantàstica amb el títol de Mortal Kombat, alliberat en 1992. El videojoc original ha donat lloc a moltes continuacions i s'ha escindit en diversos videojocs d'acció i aventura, pel·lícules (animades i reals amb la seva pròpia continuació), i sèries de televisió (animades i reals). Altres productes derivats inclouen diverses sèries de còmics, un joc de cartes i una exhibició en directe. Juntament amb Street Fighter de Capcom, Mortal Kombat s'ha convertit en una de les sagues de lluita amb més èxit i influents en la història dels videojocs.
La sèrie és coneguda pels seus alts nivells de violència sagnant, incloent, en particular, els Fatalities—moviments finals, el que requereix una seqüència de botons per a poder-se realitzar, que, en part, va conduir a la creació del sistema de classificació de videojocs ESRB. Alguns moviments per a rematar als rivals vençuts inclouen brutals esquarteraments, decapitacions, incineracions, explosions, etc. El nom de la sèrie també és conegut l'ús de la lletra "K" en lloc de la "C" pel so de la C forta, per tant hi ha una falta d'ortografia intencional de la paraula "combat", així com altres paraules amb so de C forta dels jocs posteriors de la sèrie. Els primers videojocs de la saga van ser especialment notables pels sprites digitalitzats realistes (que es diferenciava de sprites dibuixats a mà dels seus coetanis) i un ampli ús de canvis de paleta per crear nous personatges. Els personatges són actualment icones de la cultura del videojoc.
Cal destacar la significativa evolució del sistema de combat des de Mortal Kombat Trilogy, que realitza moviments i cops però sense distingir l'art marcial del lluitador; això va acabar amb l'aparició de Mortal Kombat Armageddon.
La sèrie encara es troba en vigència en les plataformes més modernes.

## Jugabilitat
Els tres videojocs originals i les seves continuacions, Mortal Kombat, Mortal Kombat II, Mortal Kombat 3, Ultimate Mortal Kombat 3 i Mortal Kombat Trilogy, estaven dins d'un marc d'estil de lluita en 2D. Els dos primers van ser muntats en màquines recreatives amb un joystick i cinc botons: cop de puny alt, cop de puny baix, puntada alta, puntada baixa, i el bloqueig. Mortal Kombat 3 i les seves actualitzacions afegeixen un sisè botó de "córrer". Els personatges dels primers jocs de Mortal Kombat són pràcticament idèntics entre si, amb les úniques diferències principals sent els seus moviments especials. En la dècada de 1990, el desenvolupador i publicador Midway Games mantindria l'estil dels seus moviments de lluita individuals amb quatre botons d'atac per a una matriu diferent de cops de puny, puntades de peu i bloquejos. Mortal Kombat: Deadly Alliance va canviar-ho diferenciant els moviments normals dels personatges i fins i tot donant-los múltiples estils de lluita. Començant en Deadly Alliance i fins Mortal Kombat: Deception, els personatges tenen tres estils de lluita per personatge: dos estils desarmats, i un amb arma. Van sorgir poques excepcions a això en Mortal Kombat: Armageddon, com els personatges boss com Moloch i Onaga que tenen només un estil de lluita. Si bé la majoria dels estils utilitzats en les sèries es basen en arts marcials reals, alguns són completament ficticis. Els estils de lluita de Goro, per exemple, estan dissenyats per aprofitar el fet que té quatre braços. En Armageddon, els estils de lluita es van reduir a un màxim de dos per personatge (en general, un estil de combat cos a cos i un estil d'arma) a causa del gran nombre de personatges jugables. Mortal Kombat vs. DC Universe dropped the multiple fighting style trend altogether in favor of giving each character a much wider variety of special moves, però alguns personatges continuen utilitzant múltiples estils de lluita. En 2011, amb Mortal Kombat, es va tornar a un sol pla de lluita en 2D, tot i que els personatges són presentats en 3D; a diferència de videojocs MK anteriors, cadascun dels quatre botons en el dispositiu de videojoc representa un atac vinculat a una extremitat corresponent.
I think [Mortal Kombat] represents the difference in philosophy. [....] So in Street Fighter when you're playing it's the moment to moment gameplay that should be the best, whether you win or lose doesn't really matter. Whereas in Mortal Kombat the fighting and playing is just a pathway to get to the result - it's the Fatality you want to see and you almost want to skip the fighting bit and get to the Fatality because that is the result.

Crec que [Mortal Kombat] representa la diferència en la filosofia. [....] Com en Street Fighter quan estàs jugant és el moment en què la jugabilitat ha de ser el millor, si vostè guanya o perd en realitat no importa. Mentre que en Mortal Kombat els combats i el joc és simplement un camí per arribar al resultat - és el Fatality que vols veure i gairebé es vol ometre el bit de la lluita i arribar al Fatality perquè aquest és el resultat.
D'acord amb el cocreador Mortal Kombat, Ed Boon, "des del principi, una de les coses que ens ha separat d'altres jocs de lluita són els moviments bojos que hi hem posat, com boles de foc i tots els moviments màgics, per dir-ho així." Quan se li va preguntar si la saga Street Fighter de Capcom hauria fet mai un videojoc encreuat amb Mortal Kombat, el productor de Street Fighter Yoshinori Ono va declarar que Mortal Kombat és un joc molt diferent de Street Fighter. El Director sènior de comunicacions de Capcom va comparar Street Fighter i Mortal Kombat preguntant si l'entrevistador prefereix la "precisió i profunditat" de Street Fighter o el "gore i comèdia" de Mortal Kombat; també va declarar que la rivalitat entre Street Fighter i Mortal Kombat va ser considerat similar a la de Coca-Cola i Pepsi en la dècada de 1990. El Productor sènior de Mortal Kombat vs. DC Universe, Hans Lo, també va citar que Street Fighter era "una mica més tècnic" en comparació amb Mortal Kombat. En 2013, Boon va citar l'hipotètic "MKvsSF" com el seu videojoc encreuat de somni. En 2014, Boon va dir que el seu equip s'ha mantingut en contacte amb Capcom, però ningú podia resoldre el problema d'incompatibilitat de Mortal Kombat sent molt més brutal que Street Fighter.
La novetat de Mortal Kombat: Deception i Mortal Kombat: Armageddon en "Konquest", un mode d'acció i aventura de món obert que va ampliar significativament en l'experiència d'un sol jugador. Tots dos videojocs també inclouen diferents modes de minijocs com "Chess Kombat", un joc d'estratègia semblant a Archon. Dos minijocs de bonificació, "Puzzle Kombat" inspirat per Puzzle Fighter i "Motor Kombat" inspirat per Mario Kart, que apareixen versions super deformed de personatges de Mortal Kombat.

### Moviments finals

"Buzzsaw-on-the-Ground" de Kung Lao realitzat a Mileena en Mortal Kombat de 2011. Ed Boon de NetherRealm Studios el va descriure com possiblement el moviment final més dolorós de veure de la sèrie i va prometre que apareixeria en el proper videojoc a ser més extrem que mai

Una definició i la més coneguda característica de la saga Mortal Kombat és el seu sistema de moviments finals anomenat Fatality. Una idea original que permet als jugadors un atac lliure al final de la lluita. Les Fatalities bàsics són moviments finals que permeten als personatges victoriosos posar fi a un combat d'una manera especial assassinant el derrotat, l'oponent indefens d'una manera espantosa, en general en les formes predefinides exclusivament per a cada personatge. L'única excepció a això és Mortal Kombat: Armageddon, que en el seu lloc compta amb el Kreate-A-Fatality, permetent als jugadors per dur a terme els seus propi Fatalities mitjançant la realització d'una sèrie de moviments violents escollits d'una llista que és comuna per a tots els personatges.
Altres moviments finals en els diferents videojocs de Mortal Kombat inclouen els Animalities (introduïts en Mortal Kombat 3) convertint el victoriós en un animal per acabar violentament amb l'oponent; Brutality (introduït en Ultimate Mortal Kombat 3) que tracta de colpejar a un oponent en trossos amb combo d'atacs; i els Stage Fatalities/Death Traps (introduïts en el Mortal Kombat Pit Stage original, i més tard es va fer més difícil en Mortal Kombat II en requerir seqüències específiques i diferents dels botons a prémer) utilitzant parts de determinades d'etapes per executar un moviment final letal. Mortal Kombat: Deception va afegir el Hara-Kiri, un Fatality personal el que permet als perdedors a participar en un moviment final basat en el suïcidi (permetent una possible cursa entre els dos jugadors per veure si el jugador que guanya pot acabar amb el jugador perdedor davant el personatge perdedor pugui matar-se a si mateix primer).
També hi ha alguns moviments finals no violents en la sèrie. Els moviments amigables o Friendship, introduïts en Mortal Kombat II on hi ha la participació d'escenes d'amistat cap a l'enemic, en lloc de matar, com a resposta còmica a l'atenció la sèrie sobre reunir una causa del seu contingut violent. Un Fatality semblant al Friendship és Babality, que també va introduir en MKII i converteix a l'oponent en un nen petit. En el Mortal Kombat 3 es va veure el "Mercy" o misericòrdia, on el vencedor restaura una quantitat mínima de la barra de salut del rival i després es reprèn la lluita; realitzant el Mercy primer és necessari per activar els Animality. 

## Argument

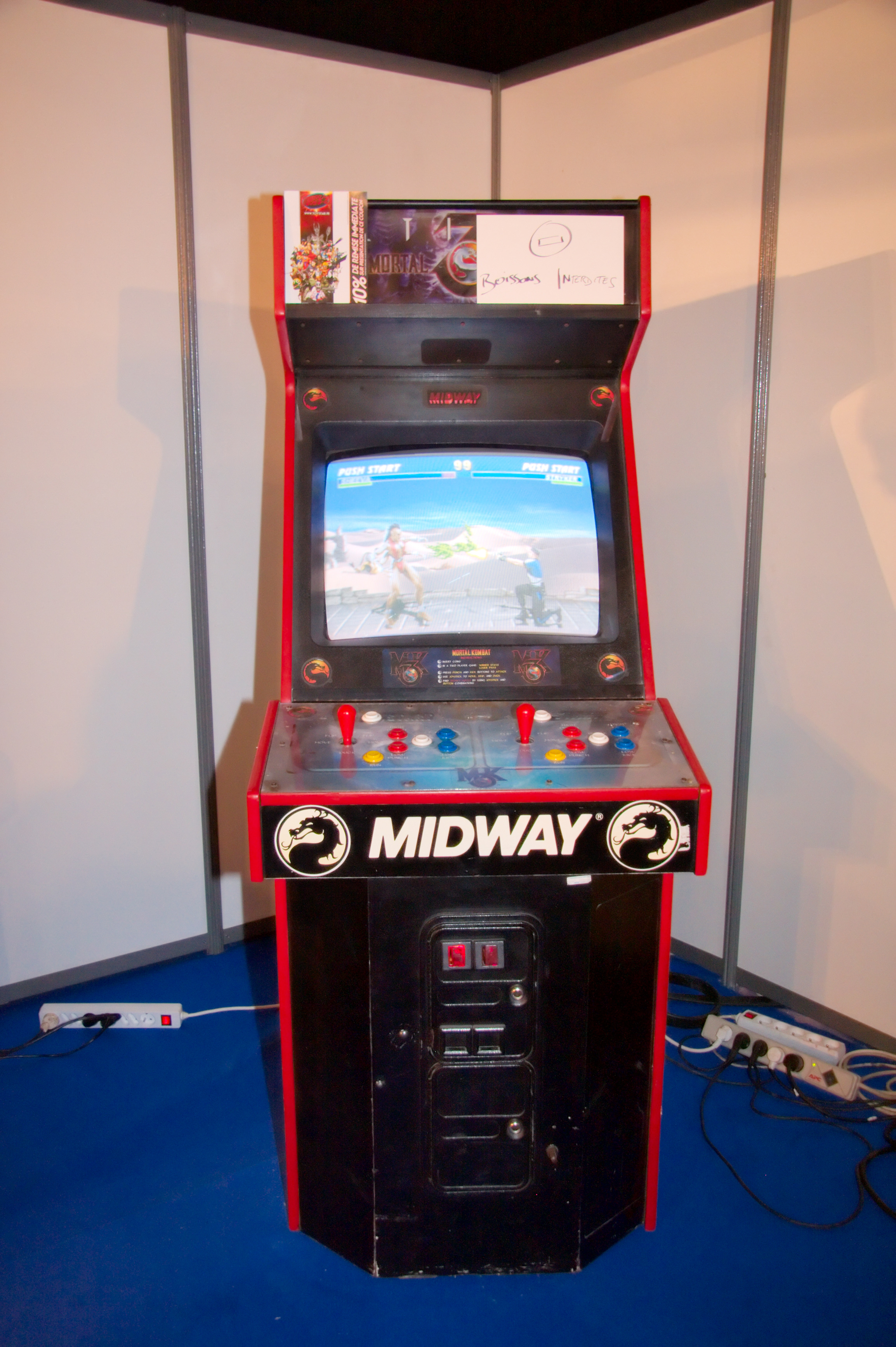
Màquina recreativa de UMK3

La sèrie té lloc en un univers fictici que consta de divuit regnes supervivents que, segons les històries de fons en el joc, van ser creats pels Déus Majors. El manual de Mortal Kombat: Deception hi ha descrits els sis regnes com: "Earthrealm, la llar d'herois llegendaris com Liu Kang, Kung Lao, Sonya Blade, Johnny Cage, i Jax, i també sota la protecció del Déu del tro Raiden; Netherrealm, les profunditats ardents de les quals són inhòspites per a tothom, però el més vil, un regne de dimonis i guerrers ombrívols; Outworld, un regne de la lluita constant que l'emperador Shao Kahn ho reclama; Seido, El Regne de l'Ordre, on els habitants estructura mantenen l'ordre per sobre de tot; El Regne del Caos, on els habitants no es regeixen per les normes de cap tipus, i on es venera l'agitació i el canvi constant; i Edenia, que és coneguda per la seva bellesa, l'expressió artística, i la longevitat dels seus habitants." Els Déus Majors decreten que els habitants d'un regne només podien conquistar un altre regne en derrotar els més grans guerrers del regne derrotant-los en deu tornejos de Mortal Kombat consecutius.
La primera entrega de Mortal Kombat es porta a terme en el Regne de la Terra (la Terra), on set guerrers diferents amb les seves pròpies raons per entrar participen en el torneig amb el premi final com a contínua llibertat del seu regne, amenaçats amb una adquisició per part d'Outworld. Entre els guerrers establerts eren Liu Kang, Johnny Cage i Sonya Blade. Amb l'ajuda del Déu del Tro Raiden, els guerrers d'Earthrealm van sortir victoriosos i Liu Kang es va convertir en el campió de Mortal Kombat. En Mortal Kombat II, incapaç de fer front a l'error del servent de Shang Tsung, L'emperador d'Outworld Shao Kahn atrau els guerrers de Earthrealm a l'Outworld on els guerrers d'Earthrealm finalment derroten a Shao Kahn. Durant Mortal Kombat 3, Shao Kahn reviu l'anterior reina d'Edenia (ara una part del seu domini Outworld) Sindel en Earthrealm, combinant-ho amb Outworld també. A continuació, s'intenta envair Earthrealm però és derrotat en última instància pels guerrers d'Earthrealm de nou. Després de la derrota de Kahn, Edenia va ser alliberada de les urpes de Kahn i va tornar a un regne pacífic, governat per la Princesa Kitana. La següent entrega, Mortal Kombat 4, compta amb l'ex-déu ancià Shinnok intentant conquistar els regnes i intentar matar el déu del tro Raiden. No obstant això, també és derrotat pels guerrers d'Earthrealm.
En Mortal Kombat: Deadly Alliance, els bruixots malvats Quan Chi i Shang Tsung uneixen forces per conquistar els regnes i, posteriorment, convertir-se en els principals antagonistes. Durant Mortal Kombat: Deception, després de diverses baralles, els bruixots emergeixen victoriosos havent matat la majoria dels guerrers d'Earthrealm fins que Raiden passa al davant per oposar-s'hi. El Rei Drac Onaga, que havia estat alliberat per Reptile al final de Mortal Kombat: Deadly Alliance, havia enganyat a Shujinko, el protagonista de Mortal Kombat: Deception, en la recerca de sis peces de Kamidogu, la font del poder d'Onaga. Onaga a continuació, s'enfronta a l'aliança de Raiden, Shang Tsung, i Quan Chi i així obté l'amulet de Quan Chi, la peça final del seu poder, convertint-se en l'antagonista. Només uns pocs guerrers van romandre al combat contra el Rei Drac i les seves forces. Shujinko finalment va triomfar sobre el Rei Drac i va retirar la seva amenaça a l'univers de Mortal Kombat.
En Mortal Kombat: Armageddon, s'inicia la catàstrofe coneguda com a Armageddon. Segles abans del primer Mortal Kombat, la Reina Delia va predir que els regnes serien destruïts en un esdeveniment conegut com a Armageddon. El Rei Argus va tenir els seus fills, Taven, el protagonista del joc, i Daegon, van ser posats en incubació perquè despertin algun dia per salvar els regnes de Armageddon. Al final, però,, Shao Kahn és el que venç a Blaze, causant de l'Armageddon.
En Mortal Kombat (2011), es revela que la batalla entre els guerrers dels sis regnes culmina en només dos supervivents: Shao Kahn i Raiden. Molt colpejat, Raiden tenia només una última jugada que podia utilitzar per evitar que Shao Kahn reclamés el poder de Blaze. Ell envia visions d'últim recurs de tota la 'línia de temps' de 'Mortal Kombat' a si mateix en el passat just abans del desè torneig de Mortal Kombat (primer videojoc). Aquesta transferència d'informació al seu antic ser causa una esquerda en el temps, provocant un "reinici" en la nova línia de temps introduïda que se separa de la línia de temps original de Armageddon, amb un nou resultat de la història de Mortal Kombat per a ser escrit. Però aquesta història porta pitjors esdeveniments, o fins i tot imprevistos. Acaba amb molts dels principals personatges del videojoc que moren a mans de la Reina Sindel i Raiden accidentalment matant a Liu Kang en defensa pròpia. Amb el temps, els Déus Majors ajuden Raiden a matar Shao Kahn i salvar el Regne de la Terra. Però a mesura que es desenvolupa l'escena, més tard es revela que tot això era un pla del Lord Shinnok and Quan Chi.
Mortal Kombat X ve després de Mortal Kombat (videojoc de 2011) i es traduirà la història de 25 anys en el futur.

## Personatges[calcitació]

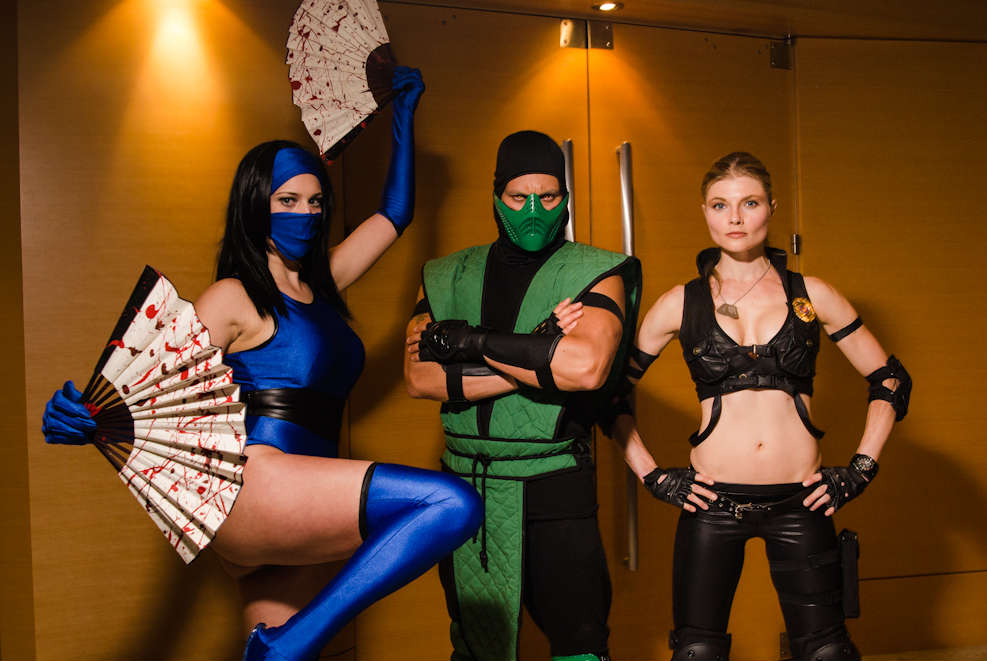
Cosplays de Kitana, Reptile i Sonya Blade al Dragon Con 2012

La sèrie compta amb desenes de personatges (un total de 64 el 2012). Entre els més importants s'inclouen Baraka, Cyrax, Ermac, Goro, Jade, Jax Briggs, Johnny Cage, Kabal, Kano, Kenshi, Kitana, Kung Lao, Kurtis Stryker, Liu Kang, Mileena, Motaro, Nightwolf, Noob Saibot, Onaga, Quan Chi, Raiden, Rain, Reptile, Scorpion, Sektor, Shang Tsung, Shao Kahn, Sheeva, Sindel, Smoke, Sonya Blade, i Sub-Zero. S'inclouen els éssers humans de la Terra i els cyborgs, deïtats bones i dolentes i habitants de l'Outworld i altres regnes. També hi ha alguns personatges convidats i d'encreuament, endre d'altres diversos herois i enemics de DC Universe, com Freddy Krueger de Malson a Elm Street i Kratos de God of War.

## Desenvolupament

### Orígens
El desenvolupament de Mortal Kombat va començar en 1991 amb només quatre persones: Ed Boon, John Tobias, John Vogel i Dan Forden. En 2009, Boon va declarar: "El primer Mortal Kombat va ser fet per 4 nois, literalment, un programador, jo mateix (Boon), dos artistes gràfics (Tobias and Vogel), i un tècnic de so (Forden) com l'equip complet, literalment." Originalment, Boon i Tobias es van reunir per crear una adaptació del videojoc de la pel·lícula de 1992 Universal Soldier protagonitzada per l'actor d'arts marcials Jean-Claude Van Damme, amb una versió digitalitzada com a enemic. Amb la intenció de fer un joc "molt més dur, una mica més greu, una mica més com Enter the Dragon o Bloodsport" que Street Fighter II, Boon i Tobias van decidir continuar amb el seu projecte, fins i tot després que no es pogués utilitzar l'acord de llicència pel Bloodsport. Un dels seus propis personatges, Johnny Cage, va esdevenir "una imitació burlesca de la situació de Van Damme."
Mortal Kombat didn't rely on just good looks and gore for its success. Although the intense gore was a great way to attract attention, Mortal Kombat offered another side - an often-overlooked side - that kept people coming back for more: its storyline, including the uniquely different kind of gameplay as far as the fighting system within itself.
'Mortal Kombat' no depenia només d'una bona aparença i Gore pel seu èxit. Tot i el Gore intens va ser una gran manera d'atreure l'atenció, 'Mortal Kombat' ha ofert un altre motiu - que sovint es passa per alt - que manté la gent a per més: la seva història, incloent l'únic i diferent tipus mode de joc que el sistema de lluita dins de si mateix.
John Tobias va dir que les seves fonts d'inspiració per a la història joc i els personatges van venir de la mitologia xinesa i algunes de les històries i rumors d'esdeveniments sobre els monjos Shaolin. Pel que fa a la pel·lícula Big Trouble in Little China, Tobias va escriure que encara que aquesta pel·lícula està d'acord "amb la versió americanitzada de la meva obsessió per les pel·lícules de Kungfu sobrenaturals de la Xina, no era la meva major influència. Les meves majors influències van venir de les pel·lícules de Tsui Hark -- Zu Warriors i The Swordsman. Vam haver d'obtenir-les de la venda il·legal al barri xinès de Chicago." El guió i l'artística de Tobias a la sèrie va acabar en 1997. Quinze anys més tard, ell va dir: "Sabia exactament el que anava a fer amb una història de futur. Fa uns anys jo [vaig escriure] una mena de continuació de la primera pel·lícula de MK i un avanç a les arrels mitològiques del joc. L'objectiu era no deixar del que venia abans, sinó per moure els temes endavant. Ho vaig fer per diversió com un exercici d'escriptura de guions, però se sentia bé per aconseguir-ho que fora del meu sistema."
Ed Boon va recordar que per a sis dels vuit mesos, mentre es trobaven en la producció de l'original Mortal Kombat, "ningú podia proposar un nom que ningú l'odiés." Alguns dels noms suggerits van incloure "Kumite", "Dragon Attack", "Death Blow" o "Fatality". Algú havia escrit "combat" en el tauler de dibuix per als noms en l'oficina de Boon i llavors algú va escriure una K sobre la C, segons Boon, "només per ser una mica estrany." Steve Ritchie, un dissenyador de pinball durant aquella època, era a l'oficina d'en Boon i va dir la paraula "Kombat" a Boon, 'Per què no ho nomenes Mortal Kombat?' i aquest nom "simplement quedava bé." Des de llavors, la sèrie utilitza la lletra "K" en lloc de la "C" pel so de la C forta. Segons Boon, durant el desenvolupament dels videojocs MK generalment lletrejar les paraules correctament i només es "corregeix" quan un dels desenvolupadors assenyala que ho haurien de fer.

### Gràfics

Lluita entre Johnny Cage i Raiden (jugat per Daniel Pesina i Carlos Pesina) en el joc de 1992

Els personatges del Mortal Kombat original i les seves continuacions inicials van ser creats usant sprites digitalitzats majoritàriament sobre la base dels actors filmats, a diferència dels gràfics dibuixats. Els primers jocs de Mortal Kombat eren coneguts pel seu ampli ús del canvi de paleta, una pràctica de repintar certs sprites perquè apareguin com a diferents personatges que s'utilitzen per als personatges ninja. De fet, molts dels personatges més populars s'han originat com simples canvis de paleta. En el primer joc, els lluitadors ninja masculins eren essencialment el mateix personatge; només els colors de la seva vestimenta, estil de lluita, i tècniques especials indiquen la diferència. Els jocs posteriors van afegir altres ninja basats en el mateix model, així com diversos personatges ninja femenines de canvi de paleta de color inicialment també utilitzant un sol model de base (començant amb Kitana a Mortal Kombat II). Tots es van convertir a poc a poc a ser personatges molt diferents en els següents lliuraments de la sèrie.
Mortal Kombat 4 va portar la sèrie en 3D, amb la substitució dels lluitadors digitalitzats de jocs anteriors amb models de polígon. L'equip va canviar d'actors digitalitzats a tecnologia de captura de moviments, que es descriu: "Un expert en arts marcials amb 100 sensors electrònics enganxats al seu cos enviant lectures precises d'una càmera a mesura que avança a través dels seus moviments—córrer, saltar, donar puntades de peu i cops de puny. L'acció és capturada, digitalitzada i sintetitzada en un model wireframe nu guardat en un ordinador. Aquests models poden ser llavors vestits amb roba, expressions facials i altres característiques per mitjà d'una tècnica d'ordinador anomenada texture mapping."

### Diversos
Mortal Kombat va incloure personatges i minijocs secrets, i altres ous de pasqua. Per exemple, Mortal Kombat 3 inclou un joc ocult de Galaga i hi ha un joc ocult de Pong en Mortal Kombat II. Molts extres de la sèrie són només accessibles a través de requisits molt exigents, o de vegades coincidents. Les versions de Sega Mega Drive/Genesis conté alguns ous únics, com ara "Fergality". La versió Sega Mega-CD també contenia un codi addicional (conegut com el "Codi del Pare"), que va canviar els noms dels lluitadors a la dels personatges de la sèrie de comèdia clàssica Dad's Army. Els personatges famosos com Reptile i Jade van ser introduïts originalment com a enemics ocults, convertint-se en jugables després de tornar en els jocs posteriors.
Alguns ous de Pasqua es van originar a partir de bromes internes entre els membres de l'equip de desenvolupament. Un exemple és "Toasty", que va trobar el seu camí en el joc en forma d'una petita imatge del dissenyador de so Dan Forden, que apareixeria a la cantonada de la pantalla durant el joc (després de realitzar un uppercut) i sona les paraules "Toasty!" Aquest ou va ser també la clau per desbloquejar el personatge ocult Smoke quan ocorria en l'etapa de Portal. En Mortal Kombat 4, Forden diria "Toasty! 3D!" després que Scorpion fes el seu Fatality cremador, una referència al fet que és el primer joc en 3D de la sèrie. "Toasty!" també es troba en Mortal Kombat: Shaolin Monks, apareix de forma aleatòria pel personatge que es treu una cadena d'èxits, tot i que la imatge de Forden va ser retirat per aquest títol, però va tornar per al joc de Mortal Kombat en 2011.
No obstant això, una altra broma privada era el personatge ocult Noob Saibot, que ha aparegut en diverses versions del joc a partir de Mortal Kombat II. El nom del personatge deriva de dos dels cognoms dels creadors de la sèrie, Ed Boon i John Tobias, escrits a l'inrevés. A més, un comptador per a la pantalla de diagnòstic del joc ERMACS (ERMACS sent l'abreviatura de error macros), va ser pensat pels jugadors a ser una referència a un personatge ocult. L'equip de desenvolupament va decidir convertir el rumor en realitat, la introducció de Ermac en Ultimate Mortal Kombat 3 com un personatge secret desbloquejable. El personatge Mokap, introduït en Mortal Kombat: Deception, és un homenatge a Carlos Pesina, que va controlar en Raiden a MK i MKII i ha servit com un actor de captura de moviment per als títols posteriors de la sèrie. 

## Contingut comercial

### Videojocs
| Títol                               | Llançament | Plataforma original                            | Ports / Versions | Notes |
| ----------------------------------- | ---------- | ---------------------------------------------- | --- | --- |
| Mortal Kombat (1992)                | 1992       | Arcade                                         | Diversos (Nintendo GameBoy, Nintendo SNES, PC, Sega CD, Sega GameGear, Sega Genesis/Megadrive, Sega Master System)          | |
| Mortal Kombat II                    | 1993       | Arcade                                         | Diversos (Amiga, Nintendo GameBoy, Nintendo SNES, PC, Sega GameGear, Sega Genesis/Megadrive, Sega Saturn)                   | |
| Mortal Kombat 3                     | 1995       | Arcade                                         | Diversos (Nintendo GameBoy, Nintendo SNES, PC, Sega GameGear, Sega Genesis/Megadrive, Sega Master System, Sony PlayStation) | |
| Ultimate Mortal Kombat 3            | 1995       | Arcade                                         | Diversos (Nintendo SNES, Sega Genesis/Megadrive, Sega Saturn)                                                               | Una actualització de Mortal Kombat 3. |
| Mortal Kombat Trilogy               | 1996       | PS1, N64, Saturn                               | Windows, Game.com, R-Zone                                                                                                   | Una expansió de Ultimate Mortal Kombat 3 per incloure més elements dels dos jocs anteriors.                                               |
| Mortal Kombat 4                     | 1997       | Arcade                                         | PS1, N64, Windows | El primer videojoc en 3D de la saga. |
| Mortal Kombat Mythologies: Sub-Zero | 1997       | PS1, N64                                       | N/D | Un videojoc derivat d'acció i aventura sobre Sub-Zero.                                                                                    |
| Mortal Kombat Gold                  | 1999       | Dreamcast                                      | N/D | Una actualització de Mortal Kombat 4. |
| Mortal Kombat: Special Forces       | 2000       | PS1                                            | N/D | Un videojoc derivat d'acció i aventura sobre Jax.                                                                                         |
| Mortal Kombat: Deadly Alliance      | 2002       | PS2, GCN, Xbox                                 | GBA (2003) | |
| Mortal Kombat: Tournament Edition   | 2003       | GBA                                            | N/D | La versió de GBA de Deadly Alliance. |
| Mortal Kombat: Deception            | 2004       | PS2, GCN, Xbox                                 | N/D | |
| Mortal Kombat: Shaolin Monks        | 2005       | PS2, Xbox                                      | N/D | Un videojoc derivat d'acció i aventura sobre Liu Kang i Kung Lao.                                                                         |
| Mortal Kombat: Unchained            | 2006       | PSP                                            | N/D | La versió de PSP de Deception. |
| Mortal Kombat: Armageddon           | 2006       | PS2, Xbox                                      | Wii (2007) | El títol final de la sèrie principal original.                                                                                            |
| Ultimate Mortal Kombat              | 2007       | NDS                                            | N/D | Una altra actualització de Ultimate Mortal Kombat 3.                                                                                      |
| Mortal Kombat vs. DC Universe       | 2008       | PS3, X360                                      | N/D | Un títol d'encreuament no canònic. |
| Mortal Kombat (2011)                | 2011       | PS3, X360                                      | PS Vita (2012) | Videojoc de reinici. |
| Mortal Kombat Arcade Kollection     | 2011       | PSN, XBLA                                      | PC (2012) | Inclou MK, MKII i UMK3. (Originalment destinat a ser una nova versió HD dels tres videojocs, titulat Mortal Kombat HD Arcade Kollection.) |
| Mortal Kombat: Komplete Edition     | 2012       | PS3, X360                                      | PC (2013) | Una actualització de Mortal Kombat (2011).                                                                                                |
| Mortal Kombat X                     | 2015       | PC, PS4, Xbox One \| \| PS3, X360 (planificat) | Una pròxima continuació del videojoc de 2011.                                                                               | |

#### Videojocs de lluita
El Mortal Kombat original va ser creat per a les màquines recreatives durant l'octubre de 1992, ja que d'haver estat portat a diversos sistemes de consola i ordinador personal per Probe Software i publicat per Acclaim Entertainment. La continuació, Mortal Kombat II, va ser creat per a les recreatives en 1993, amb millorats gràfics i jugabilitat, a continuació, es va portar als nombrosos sistemes per a la llar en 1993-1995 per Probe Entertainment i Sculptured Software, publicat de nou per Acclaim; es va tornar a publicar en 2007 per a la PlayStation 3. Mortal Kombat 3 va continuar en 1995 tant en arcade com per a l'àmbit domèstic. MK3 té dues actualitzacions que van expandir el nombre de personatges i altres característiques del videojoc: Ultimate Mortal Kombat 3, publicat al mateix any, i Mortal Kombat Trilogy l'any següent. El següent joc, Mortal Kombat 4, va ser llançat en 1997, va marcar el salt de la sèrie en gràfics en 3D en lloc dels gràfics 2D digitalitzats. Mortal Kombat 4 va ser portat a la PlayStation, Nintendo 64 i PC. Una actualització de MK4 anomenada Mortal Kombat Gold va ser llançada exclusivament per a la Dreamcast en 1999.
Els jocs de Mortal Kombat es van titular amb el seu número de part, però començant amb Mortal Kombat: Deadly Alliance en 2002, la sèrie va afavorir l'ús de subtítols. També va ser en aquest punt que la sèrie va començar a ser dirigit només a les consoles, amb Mortal Kombat 4 sent l'últim joc de la sèrie a ser llançat per a les recreatives i PC. Deadly Alliance va ser llançat inicialment per a Xbox, PlayStation 2 (PS2) i GameCube. Deadly Alliance també va ser el primer videojoc Mortal Kombat per oferir un joc completament en 3D, on fins Mortal Kombat 4 la jugabilitat s'havia quedat en un pla 2D; aquesta tendència continuaria durant els següents dos jocs. La versió de Game Boy Advance amb títol de Mortal Kombat: Tournament Edition va ser alliberada en 2003. La continuació va ser en 2004 amb Mortal Kombat: Deception, publicat per a PS2, Xbox i GameCube. La versió per a PlayStation Portable, Mortal Kombat: Unchained, va ser desenvolupat per Just Games Interactive en 2006. Mortal Kombat: Armageddon es va publicar en el mateix any per la PS2, Xbox, i en 2007 per a la Wii. En 2008, Midway va alliberar Mortal Kombat Kollection, una antologia dels tres títols llavors més recents de la franquícia principal: Mortal Kombat: Deception, Mortal Kombat: Shaolin Monks, i Mortal Kombat: Armageddon. Mortal Kombat vs. DC Universe, un encreuament entre la franquícia Mortal Kombat i DC Universe va ser publicat en 2008 per a la PlayStation 3 i Xbox 360.
Un novè joc de la sèrie, un reinici anomenat simplement Mortal Kombat, va ser desenvolupat per l'anterior Midway Games Chicago, ara propietat de Warner Bros. Games i amb el nom de NetherRealm Studios. Va ser llançat per primera vegada per a PlayStation 3 i Xbox 360 en 2011, i va ser versionat per a PlayStation Vita en 2012 i per a PC amb Windows en 2013. Una continuació en desenvolupament per a PlayStation 3, PlayStation 4, Xbox 360, Xbox One, i Microsoft Windows va ser revelat per NetherRealm Studios en juny de 2014 com a Mortal Kombat X.

#### Videojocs d'acció i aventura
A més dels jocs de lluita, hi ha tres títols d'acció com a derivats de la història de Mortal Kombat. Mortal Kombat Mythologies: Sub-Zero va ser llançat en 1997 per a PlayStation i Nintendo 64; el seu argument se centra en la primera encarnació del personatge Sub-Zero i se centra en la línia de temps d'abans del primer videojoc de Mortal Kombat. El proper joc d'acció va ser Mortal Kombat: Special Forces publicat en 2000 per a PlayStation; és un videojoc d'acció protagonitzat per Major Jackson Briggs en la seva missió de destruir el Black Dragon. Mortal Kombat: Shaolin Monks va ser publicat en 2005 per a PS2 i Xbox; protagonitzat per Liu Kang i Kung Lao amb una versió alternativa dels esdeveniments entre el primer i segon videojoc de Mortal Kombat. Un joc similar titulat Mortal Kombat: Fire & Ice, protagonitzat per Scorpion i altre cop Sub-Zero, però va ser cancel·lat per Paradox Development (Midway Studios – Los Angeles), els creadors de Shaolin Monks, "no va poder fer-ho a temps i dins del baix pressupost."

### Altres mitjans

#### Pel·lícules
Mortal Kombat va ser adaptat en dues pel·lícules importants, Mortal Kombat (1995), i Mortal Kombat: Annihilation (1997), ambdues co-desenvolupades per Threshold Entertainment i publicades per New Line Cinema (germà corporatiu eventual, i etiquetat més tard, pels drets de Mortal Kombat sota Warner Bros.). Les dues pel·lícules es van projectar per als crítics abans de la seva presentació en sales. La primera pel·lícula va ser llançada el 18 d'agost de 1995, recaptant $23 milions en el seu primer cap de setmana. Mortal Kombat, tot i les crítiques mixtes dels crítics, es va convertir en un èxit financer, amb guanys totals de $70 milions en els EUA (i sobre $122 milions a tot el món) ajudant a promocionar la carrera del director de Hollywood Paul W. S. Anderson. Aquest impuls no va continuar en l'entrega de Annihilation de John R. Leonetti, ja que va patir una mala recepció pels crítics i aficionats per igual, recaptant $36 milions als EUA i $51 milions a nivell mundial, en comparació amb l'èxit mundial de la primera pel·lícula de $122 milions. En 2010, el director Kevin Tancharoen va publicar un curtmetratge de vuit minuts de Mortal Kombat anomenat Mortal Kombat: Rebirth, realitzat com a prova de concepte de Tancharoen per a un reinici de la franquícia de la pel·lícula a Warner Brothers. Tancharoen va confirmar més tard que mentre que el curt és totalment oficial, ve amb l'escriptura d'Oren Uziel, que va ser rumorejat per estar escrivint el guió de la tercera pel·lícula de Mortal Kombat. En 2011, New Line Cinema i Warner Bros. va anunciar que Tancharoen va signar per dirigir la tercera adaptació cinematogràfica de Mortal Kombat a partir d'un guió escrit per Uziel.

#### Literatura
Diversos còmics de Mortal Kombat es van basar en la sèrie de videojocs, incloent els còmics oficials de Mortal Kombat i Mortal Kombat II creats per Tobias i anunciats en els modes d'atreure en les primeres versions dels dos primers jocs. En 1994, Malibu Comics va publicar uns còmics oficials de la saga MK, convertint-se en dues sèries de sis publicacions ("Blood and Thunder" i "Battlewave"), juntament amb diverses miniseries i números especials d'un sola tirada dedicades a personatges específics, fins que la seva publicació va acabar a l'agost de 1995. Dos còmics més també es van fer com a producte llicenciat per a Mortal Kombat 4 i el videojoc creuat amb DC Universe. Jeff Rovin va escriure una novel·lització del primer videojoc Mortal Kombat, que es va publicar al juny de 1995 per tal de coincidir amb el llançament de la pel·lícula. Les novelitzacions d'ambdues pel·lícules Mortal Kombat van ser escrites per Martin Delrio i Jerome Preisler.

#### Música
Mortal Kombat: The Album, va ser creat com un àlbum de música tecno basat en el primer videojoc per a Virgin America pels membres de Lords of Acid Praga Khan i Oliver Adams com The Immortals en 1994. El seu tema emblemàtic "Techno Syndrome", amb la incorporació de "Mortal Kombat!" es mostra per primera vegada en les versions domèstiques comercials de Mortal Kombat, va ser llançat per primera vegada en 1993 com a senzill i també va ser utilitzat com una música de tema per a la sèrie de pel·lícules Mortal Kombat. Cada pel·lícula té les seves pròpies bandes sonores (incloent el reeixit i guardonat àlbum recopilatori Mortal Kombat: Original Motion Picture Soundtrack), de la mateixa manera que el segon videojoc (Mortal Kombat II: Music from the Arcade Game Soundtrack). El videojoc de 2011 va veure el llançament de Mortal Kombat: Songs Inspired by the Warriors, una nova banda sonora amb música electrònica de diversos artistes.

#### Exhibicions
La franquícia va aportar dues sèries de televisió de New Line Television: els dibuixos animats en 1996 de Mortal Kombat: Defenders of the Realm i la sèrie de live-action en 1998 de Mortal Kombat: Konquest, els dos co-desenvolupats per Threshold Entertainment. Ambdues sèries van durar més d'una temporada. En 2010, Warner Premiere va ordenar una sèrie web inspirada en el curtmetratge Rebirth, anomenat Mortal Kombat: Legacy i també dirigit per Kevin Tancharoen. La primera temporada de la sèrie va ser llançada de franc a YouTube a partir d'abril de 2011, promocionada en Machinima.com, i la segona va arribar en 2013.

#### Diversos
Una continuació de dibuixos animat de la primera pel·lícula, anomenada Mortal Kombat: The Journey Begins, va ser publicada en directament per a vídeo en 1995. L'exhibició de Mortal Kombat: Live Tour es va posar en marxa a finals de 1995, ampliat a 1996, i va comptar amb els personatges de Mortal Kombat en una exhibició teatral. Brady Games va produir el joc de cartes col·leccionables Mortal Kombat Kard Game en 1996. El joc de cartes col·leccionables de Score Entertainment en 2005 anomenat Epic Battles també havia utilitzat alguns personatges de Mortal Kombat.

## Rebuda i impacte comercial
| Videojoc                            | GameRankings                                                     | Metacritic                          |
| ----------------------------------- | ---------------------------------------------------------------- | ----------------------------------- |
| Mortal Kombat (1992)                | (GEN) 84.17% (SNES) 83.33% (SCD) 60.00% (GB) 42.17%              | -                                   |
| Mortal Kombat II                    | (SNES) 85.87% (GEN) 85.62% (PS3) 68.40% (GB) 64.50% (SAT) 57.50% | (PS3) 72                            |
| Mortal Kombat 3                     | (SNES) 80.23% (GEN) 76.67% (PS1) 70.33%                          | -                                   |
| Mortal Kombat 4                     | (N64) 76.07% (PS1) 75.75% (PC) 72.14% (DC) 54.97% (GBC) 46.00%   | -                                   |
| Mortal Kombat Mythologies: Sub-Zero | (PS1) 53.20% (N64) 44.84%                                        | -                                   |
| Mortal Kombat: Special Forces       | (PS1) 40.23%                                                     | (PS1) 28                            |
| Mortal Kombat: Deadly Alliance      | (GBA) 84.63% (Xbox) 82.68% (PS2) 81.99% (GC) 81.82%              | (GBA) 81 (Xbox) 81 (GC) 81 (PS2) 79 |
| Mortal Kombat: Deception            | (PS2) 82.00% (Xbox) 81.31% (GC) 77.43% (PSP) 70.88%              | (PS2) 81 (Xbox) 81 (GC) 77 (PSP) 70 |
| Mortal Kombat: Shaolin Monks        | (Xbox) 80.64% (PS2) 78.70%                                       | (Xbox) 78 (PS2) 77                  |
| Mortal Kombat: Armageddon           | (Xbox) 77.39% (PS2) 75.33% (Wii) 72.49%                          | (Xbox) 77 (PS2) 75 (Wii) 71         |
| Mortal Kombat vs. DC Universe       | (PS3) 77.87% (X360) 74.55%                                       | (PS3) 76 (X360) 72                  |
| Mortal Kombat (2011)                | (Vita) 87.31% (PS3) 86.09% (X360) 85.67%                         | (X360) 86 (Vita) 85 (PS3) 84        |

Ed Boon va informar que els videojocs de Mortal Kombat s'havien venut en 26 milions de còpies fins a 2007, i va augmentar fins a més de 30 milions en 2012.
Un joc particularment reeixit va ser Mortal Kombat II, que van tenir una setmana de xifres en vendes d'obertura sense precedents mai abans vist en la indústria dels videojocs, per primera vegada, superant les xifres de taquilla de pel·lícules d'èxits d'estiu. L'edició de 2008 de Guinness World Records Gamer's Edition va guardonar la sèrie Mortal Kombat amb set rècords mundials, incloent la "sèrie de jocs de lluita més exitosa". La franquícia té deu rècords mundials en el Guinness World Records Gamer's Edition de 2011, incloent-hi la "major campanya promocional d'un videojoc de lluita" (Mortal Kombat 3), "la pel·lícula més taquillera en la base d'un videojoc beat 'em up" (Mortal Kombat 1996), i "l'àlbum de banda sonora d'un videojoc derivat amb més èxit" (Mortal Kombat: Original Motion Picture Soundtrack).
Nombroses publicacions descriuen com una de les sèries més importants i també més violentes en la història dels videojocs; en 2011, l'equip de GameSpy va escriure "el seu lloc en la història dels videojocs de lluita és innegable." En 2009 GameTrailers va classificar Mortal Kombat com la part superior de la franquícia de videojocs de lluita en novè lloc així com la setena sèrie més sagnant de tots els temps. En 2012, Complex va classificar Mortal Kombat com la 37a millor franquícia de videojocs en general, en comentar sobre el seu "estatus de llegenda en la història dels videojocs." Mortal Kombat com una sèrie també va ser classificat com el videojoc més gore de tots els temps per CraveOnline en 2009 i per G4tv.com en 2011; incloent-lo en la seva llista dels videojocs sagnants, Cheat Code Central va comentar que "Mortal Kombat tenia prou sang per ofendre alhora una nació i canviar els videojocs per a sempre."
D'acord amb IGN Entertainment, durant la dècada de 1990, "onades d'imitadors van començar a inundar el mercat, omplint sales de joc amb un mar de sang de videojocs com Time Killers, Survival Arts, i Guardians of the Hood. Mortal Kombat havia donat pas a una era de l'explotació de videojocs, tant en les consoles com en arcades, tots per participar en una batalla per veure qui pot posar més sang i budells en una pantalla de baixa resolució." Alguns clons de Mortal Kombat, amb moviments finals violents i/o sprites digitalitzats, s'inclouen Bio F.R.E.A.K.S., BloodStorm, Cardinal Syn, Eternal Champions, Kasumi Ninja, Killer Instinct, Mace: The Dark Age, Primal Rage, Street Fighter: The Movie, Tattoo Assassins, Thrill Kill, Ultra Vortek, Way of the Warrior, i el War Gods de Midway, entre molts altres (fins i tot el joc japonès Tsuukai Gangan Kohshinkyoku va ser localitzat en els EUA com a Aggressors of Dark Kombat). De tots ells, només Eternal Champions i Killer Instinct van aconseguir un èxit considerable i van ser seguits per continuacions (Eternal Champions: Challenge from the Dark Side i Killer Instinct 2).
En una enquesta feta en 2009 per GamePro el 21% dels votants van escollir Mortal Kombat com la seva sèrie de videojocs de lluita favorita, la qual cosa la situa en tercer lloc després de Street Fighter i Tekken. En 2012, el productor de Street Fighter de Capcom Yoshinori Ono va dir que està rebent una gran quantitat de sol·licituds de Street Fighter vs. Mortal Kombat i entén per què la gent ho vol, "però és més fàcil dir que fer-ho. Tenint Chun Li amb la seva columna arrencada, o el cap de Ryu rebotant per terra... no coincideix necessàriament." En 2014, l'artista d'arts marcials Frankie Edgar va opinar que Mortal Kombat ha estat molt superior a Street Fighter.
La sèrie i els seus personatges també és una referència a les diverses altres obres de la cultura popular, com en el títol de l'àlbum debut de Metal Kombat for the Mortal Man del grup Powerglove i l'episodi Workaholics de "Model Kombat". D'acord amb Complex en 2012, "Fa anys que MK es va convertir en un fenomen fora dels cercles de videojocs. El seu nom s'ha convertit en prou recognoscible per caure en situació de comèdies (Malcolm in the Middle i Married... With Children), en pel·lícules (Christian Slater és MK4 en Very Bad Things), i utilitzat com a part dels estudis culturals (vegeu el llibre de Justine Cassell i Henry Jenkins From Barbie to Mortal Kombat: Gender and Computer Games)." El nom de "Mortal Kombat" fins i tot va ser donat a una droga recreativa il·legal perillosa que es va introduir i va causar diverses morts a principis de 2014.
En 2012, John Tobias va declarar: "Si ens fixem en qualsevol altre fenomen de la cultura pop—com si ens fixem en Tortugues Ninja, per exemple—es va fer popular en el moment just quan Mortal Kombat es va fer popular, i va tenir els seus alts i baixos, i aquí estan, una vegada més parlant d'una gran pel·lícula. Això és degut al seu lloc en la cultura pop. Sempre hi ha algú per recollir, polir, bufar la pols, i tornar a deixar-la anar. I Mortal Kombat sempre serà d'aquesta manera. Serà al voltant de 50 anys a partir d'ara."

### Controvèrsies
La saga va ser subjecte d'una important controvèrsia de videojoc i diversos casos judicials, en gran part a causa del seu contingut extremadament violent, especialment en relació amb el joc original que va obrir un camí per a la introducció del sistema de qualificació de videojocs ESRB (Entertainment Software Rating Board) en 1994 com també l'Australian Classification Board. Diversos videojocs de la saga van ser prohibits en alguns països. 